# 条纹眶棘鲈
条纹眶棘鲈（学名：Scolopsis taeniopterus）为眶棘鲈科眶棘鲈属的鱼类。分布于印度尼西亚至中国，包括南海、台湾海峡南部等海域。该物种的模式产地在爪哇。